# Бурхай
Бурхай — исчезнувший населённый пункт в Иркутском районе Иркутской области России на территории Голоустненского муниципального образования.

## История
Населённый пункт, предположительно, возник в конце XVIII-начале XIX веков как три бурятские улуса, позже объединившиеся. Большинство местных жителей занимались коневодством, заготовкой кормовых растений. Согласно переписи населения СССР 1926 года Бурхайские улусы входили в состав Больше-Голоустенского сельсовета Иркутского района, там насчитывалось 115 хозяйств, 458 жителей (в том числе 237 мужчин и 221 женщина), в основном, буряты. Населённый пункт Бурхай отмечался как жилой на картах 1964 и 1984 годов. На топографической карте Генштаба СССР 1985 года Бурхай указан уже как нежилой.